# Gornji Hrastovac
Gornji Hrastovac falu Horvátországban, a Sziszek-Monoszló megyében. Közigazgatásilag Majurhoz tartozik.

## Fekvése
Sziszek városától légvonalban 25, közúton 36 km-re délkeletre, községközpontjától légvonalban 5, közúton 6 km-re északra, a Sunja középső folyásánál, a folyó jobb partján, a Sunjáról Kostajnicára menő főút mentén, Donji Hrastovac és Graboštani között fekszik.

## Története
Hrastovac első írásos említése 1400-ban történt „possessio Karasth” néven. 1486-ban „Harasth”, 1526-ban „possessio Hrasthye ad Blynyawywar” alakban szerepel a korabeli forrásokban. A vidéket 15. századtól többször támadta a török. A török támadások különösen 1463, Bosznia török kézre jutása után erősödtek fel. 1556-ban miután Kostajnica vára elesett ez a terület is török kézre került. Az állandó harcok elől a lakosság a biztonságosabb Nyugat-Magyarországra, főként a mai Burgenland területére menekült, mások török fogságba estek. Az 1683 és 1699 között zajlott felszabadító harcokat a karlócai béke zárta le, melynek eredményeként a török határ az Una folyóhoz került vissza. Sunja térsége 1687-ben szabadult fel a török uralom alól. 
1696-ban a szábor a bánt tette meg a Kulpa és az Una közötti határvédő erők parancsnokává, melyet hosszas huzavona után 1704-ben a bécsi udvar is elfogadott. Ezzel létrejött a Báni végvidék, horvátul Banovina, vagy Banja. A kiürült területre megkezdődött a keresztény lakosság betelepítése. A község területére a török kézen maradt Boszniából horvát lakosság települt át. Az osztrák generálisok védelmi célból a Zrínyi-hegység vidékére a török határövezetből érkezett pravoszláv katonákat, köznevükön martalócokat telepítettek be. Így ez a terület vegyes etnikai összetételű lett. 
A falu 1773-ban az első katonai felmérés térképén „Dorf Hrasztovacz” néven szerepel. Lipszky János 1808-ban Budán kiadott repertóriumában „Hrasztovacz (Gornyi)” néven szerepel.  Nagy Lajos 1829-ben kiadott művében „Hrasztovacz (Gorna)” néven találjuk. A két Hrasztovacnak ekkor együtt 131 háza és 646 lakosa volt. A katonai határőrvidék kialakítása után a Petrinya központú második báni ezredhez tartozott. A katonai közigazgatás megszüntetése után Zágráb vármegye részeként a Petrinyai járás része volt. 
A településnek 1857-ben 449, 1910-ben 623 lakosa volt. 1918-ban az új szerb-horvát-szlovén állam, majd később Jugoszlávia része lett. Különösen nehéz időszakot élt át a térség lakossága a II. világháború alatt. 1941-ben a németbarát Független Horvát Állam része lett, de a lakosság egy része felkelt az új rend ellen. A délszláv háború előtt csaknem teljes lakossága szerb nemzetiségű volt. 1991. június 25-én a független Horvátország része lett. A délszláv háború idején szerb lakossága a JNA erőihez csatlakozott. A Krajinai Szerb Köztársasághoz tartozott. 1995. augusztus 6-án a Vihar hadművelettel foglalta vissza a horvát hadsereg. A szerb lakosság többsége elmenekült. A településnek 2011-ben 209 lakosa volt.

## Népesség
| Lakosság változása | Lakosság változása | Lakosság változása | Lakosság változása | Lakosság változása | Lakosság változása | Lakosság változása | Lakosság változása | Lakosság változása | Lakosság változása | Lakosság változása | Lakosság változása | Lakosság változása | Lakosság változása | Lakosság változása | Lakosság változása |
| ------------------ | ------------------ | ------------------ | ------------------ | ------------------ | ------------------ | ------------------ | ------------------ | ------------------ | ------------------ | ------------------ | ------------------ | ------------------ | ------------------ | ------------------ | ------------------ |
| 1857               | 1869               | 1880               | 1890               | 1900               | 1910               | 1921               | 1931               | 1948               | 1953               | 1961               | 1971               | 1981               | 1991               | 2001               | 2011               |
| 449                | 408                | 445                | 581                | 619                | 623                | 636                | 671                | 509                | 547                | 563                | 501                | 448                | 427                | 313                | 209                |